# Metuge
Metuge es una villa y también uno de los dieciséis distritos que forman la provincia de Cabo Delgado en la zona septentrional de Mozambique, región fronteriza con Tanzania , a orillas del lago Niassa y región costera en el Océano Índico.
La sede de este distrito es la villa de Metuge.

## Características
Limita al norte con el distrito de Quissanga, al oeste con el Ancuabe, al sur con Mueda y Mecufi y al este con Pemba y el Océano Índico.
Tiene una superficie de 1.094 km² y según datos oficiales de 1997 una población de 42.935 habitantes, lo cual arroja una densidad de 39,2 habitantes/km².

## División administrativa
Este distrito, formado por cinco localidades, se divide en dos puestos administrativos (posto administrativo), con la siguiente población censada en 2005:
- Metuge, sede, 30 964 (Messanja y Nacuta).
- Mieze, 22 641 (Nanlia).